# Dörte Eißfeldt
Dörte Eißfeldt (* 1950 in Hamburg) ist eine deutsche Künstlerin mit Schwerpunkt Fotografie, Video und Film.

## Leben
Eißfeldt studierte von 1970 bis 1976 Kunstpädagogik, Freie Kunst und Visuelle Kommunikation an der Hochschule für Bildende Künste HFBK Hamburg und schloss ihr Studium bei Gerd Roscher mit einer Videoarbeit zum Paragrafen 218 ab. Sie absolvierte ein Referendariat und unterrichtete zwischen 1978 und 1981 als Kunsterzieherin an einem Hamburger Gymnasium. Danach verließ sie den Schuldienst, um sich auf ihre künstlerische Arbeit zu konzentrieren. Parallel war sie in der Lehre an der HFBK Hamburg, an der FHG Pforzheim und am Salzburg College tätig. Von 1990 bis 1991 war sie Professorin für Fotografie an der Universität Mainz, 1991 folgte ihre Berufung an die HBK Braunschweig als Professorin für Freie Kunst mit Schwerpunkt Fotografie, die sie bis 2016 innehatte. Neben ihrer Lehre verfolgte Eißfeldt ihr eigenes, überwiegend fotografisches Werk, das sie zwischen den Polen Film und Malerei verankert. Dörte Eißfeldt ist mit dem Filmemacher und Musiker Theo Janßen verheiratet. Ihr Sohn, Jan Philipp Eißfeldt (Jan Delay), kam 1976 zur Welt. Dörte Eißfeldt lebt in Neuenkirchen (Mecklenburg-Vorpommern) und Hamburg.

## Lehre
Mit der Professur von Dörte Eißfeldt wurde 1991 an der HBK Braunschweig im Bereich Freie Kunst eine Klasse für Fotografie fest etabliert, welche die kontinuierliche Arbeit auf diesem Gebiet innerhalb der Freien Kunst ermöglichen sollte. Eißfeldts Lehre verfolgte die Auseinandersetzung mit dem Fotografischen, angelehnt an theoretische Diskurse zur Fotografie, wie sie über die poststrukturalistischen Ansätze u. a. von Roland Barthes und Rosalind Krauss vertreten wurden. Neben medienspezifischen Aspekten ging es in Eißfeldts Lehre um die Grundlagen der fotografischen Materie, um Licht, Schicht und Chemie. Zudem förderte sie das interdisziplinäre Arbeiten ihrer Studenten zwischen den Medien und Sparten. Sie initiierte im Kontext der HBK Braunschweig Kooperationen, Ausstellungen und Publikationen, auch gemeinsam mit ihrer Klasse, wie die Vortragsreihe Zugänge zu einer Oberfläche (1993), die Ausstellung xi im Museum für Photographie Braunschweig (2006) und Kairo. Offene Stadt (2012), in Zusammenarbeit mit dem Kurator Florian Ebner. Zu ihrem Ausscheiden aus der Hochschule gab sie 2014 die Publikation Klasse.Buch mit 64 Positionen der Klasse Eißfeldt heraus. Zu den Absolventen ihrer Klasse gehören unter anderem Florian Wüst, Andrea Geyer, Christine Biehler, Matthias Langer, Sascha Weidner, Nadine Decker, Birte Henning, Ingo Mittelstaedt, Samuel Henne, Lisa Domin, Alexandra Heide, Johanna Daab, Jan Paul Evers, Susann Dietrich und Christian Retschlag.

## Werk
Mitte der 1970er Jahre wandte sich Dörte Eißfeldt, ausgehend von Malerei und Film, vermehrt der Fotografie zu. Dieses vereint für sie die Zeitlichkeit der Bildprozesse von Film und Video mit dem dauerhaft fixierten Bild der Malerei. Ihre Fotografie beschreibt die Künstlerin selbst als „eine Kunst der drei Kammern und drei Körper“. Sie nimmt damit auf den von ihr stets mehrstufig praktizierten Prozess der fotografischen Bildschöpfung Bezug, der sowohl sinnliche, technische als auch rezeptionsästhetische Aspekte vereint. Eißfeldts Arbeiten beschäftigen sich mit den unterschiedlichen Formen von Sequenz und Montage, die sie in der Dunkelkammer mit verschiedenen Belichtungs- und Entwicklungsverfahren realisiert. Motive aus ihrem Alltag und ihrem unmittelbaren Umfeld bilden hier zumeist das Ausgangsmaterial ihrer ersten Werkgruppen, wie für Große Liebe (1980), Kleine Schwenks (1983), Essen und Trinken (1984–1986) sowie Perfect Worlds (1987).
Zwischen 1981 und 1985 entstanden neben den fotografischen Arbeiten drei experimentelle 16-mm-Kurzfilme. Seit Mitte der 1980er Jahre arbeitete sie nahezu ausschließlich im Medium Fotografie, wobei sie das gesamte analoge Instrumentarium des Mediums nutzte, um komplexe fotografische Verfahren anschaulich zu machen: Das fotografische erzeugte Bild soll sich, durch sein Motiv gesehen, auch immer selbst ‚porträtieren’. Mit diesem Ansatz gehörte sie in den achtziger Jahren zu den wenigen deutschen Künstlern, die einen Diskurs über das fotografische Medium im Werk selbst thematisierten.
Erste Einzelausstellungen, unter anderem in der Fotogalerie des Museums Folkwang Essen (1982), in der PPS Galerie F.C. Gundlach Hamburg (1986) sowie im Badischen Kunstverein Karlsruhe (1987) machten das Werk der Künstlerin zunächst einem nationalen Publikum bekannt. Wachsende internationale Aufmerksamkeit erhielt sie mit dem ersten Preis für „Junge Europäische Fotografen“ der Deutsche Leasing AG (1985) sowie mit ihren Beteiligungen bei wichtigen Themenausstellungen, wie Reste des Authentischen, kuratiert von Ute Eskildsen, im Museum Folkwang Essen und dem ICP New York (1988) und der Fotovision im Sprengel Museum Hannover (1988) mit Folgestationen in Wien und Zürich. Zu ihren frühen Serien gehören Generator (1987/1988) und Schneeball (1988), die beide zum ersten Mal 1988 im Kunstverein Hamburg unter der Regie dessen Leiters Egon Vester gezeigt wurden.
Während Dörte Eißfeldt ihr Werk vorwiegend im Feld der analogen Schwarzweißfotografie kontinuierlich weiter entwickelt, arbeitete sie wiederholt auch über längere Zeiträume an Farbserien, wie „Eißherbst“ (1998 bis 2009). Für diese etwa 200 Bilder umfassende Serie nutzte sie Naturmotive, um mit überlagertem Filmmaterial, manipulativen Eingriffen in den Aufnahmeprozess sowie durch die automatisierten Entwicklungsverfahren von Discountlaboren zu malerisch artifiziellen Bildergebnissen zu gelangen. Ebenso nutzte Eißfeldt unorthodoxe Entwicklungsverfahren in der eigenen Dunkelkammer, experimentierte mit Fotoglas und anderen spezifischen Bildträgern, so dass ihre Arbeiten, wenngleich sie auch in Serien entstehen, überwiegend unikate Werke sind. Der Technik- und Paradigmenwechsel der digitalen Fotografie ab Mitte der 1990er Jahre vollzog sich im Werk Dörte Eißfeldts ebenso, und es entstanden neben rein digitalen Serien vor allem hybride Bildschöpfungen, die aus der Kombination zwischen analogen und digitalen Arbeitsprozessen resultieren. Mit digitaler Videotechnik entstanden außerdem visuelle Untersuchungen an der Schwelle zwischen stehendem und bewegtem Bild, unter anderem die Videos Wellengang (2001) und Sunset Suite (2003).

## Arbeiten in öffentlichen Sammlungen
- Museum Folkwang, Essen[5]
- Museum für Kunst und Gewerbe Hamburg[6],
- Bibliothèque Nationale, Paris, Musée d‘Art Moderne, Paris, Musée de la Photographie Européenne, Paris;
- Museum of Modern Art, New York[7]

## Ausstellungen (Auswahl)

### Einzelausstellungen
- 2016: HotLittleMama, Thebais-Ausstellungsraum, Köln
- 2015: Wildniß, Alfred-Erhardt-Stiftung, Berlin
- 2008: Cumulus, Palais für aktuelle Kunst, Kunstverein Glückstadt
- 2006: dog.god, Marstall Ahrensburg, Stormarn
- 2004: Taumelkäfer, Kunstverein Wolfenbüttel
- 1996: Touch 3, St. Petri, Lübeck
- 1994: Siegfried, Museum für Kunst und Gewerbe, Hamburg
- 1992: Surface, Les Ateliers Nadar, Marseille
- Dörte Eißfeldt, Fotoraum Fleetinsel, Galerie Elke Dröscher, Hamburg
- 1990: Das Mal und Triptychon Altarbild, Kunst-Station Sankt Peter, Köln
- 1989: Versuch der Ausstellung eines Tieres, Galerie Fotohof Salzburg
- 1988: Kraftfelder–Erkundungen im nahen Bereich, Kunstverein Hamburg
- Perfect Worlds, Goethe-Institut, Wanderausstellung
- 1987: Lichtmontagen und Werkprozesse, Kunstverein Karlsruhe
- 1986: Transitorium, PPS Galerie FC Gundlach, Hamburg
- 1985: Fotografien–Montagen, Galerie zum Hof, Kunstverein Pforzheim
- 1982: Arbeitshefte von unterwegs, Fotogalerie Museum Folkwang, Essen

### Gruppenausstellungen
- 2020: Wolfgang Schulz und die Fotoszene um 1980 – Fotografie neu ordnen, Museum für Fotografie Berlin[8]
- 2019: Wolfgang Schulz und die Fotoszene um 1980 – Fotografie neu ordnen, Museum für Kunst und Gewerbe Hamburg
- 2019: 1000 Wirklichkeiten – 100 Jahre GDL/DFA, Haus der Photographie, Deichtorhallen, Hamburg[9]
- 2015: Blue Light is Scattered, Apartimentum, Hamburg[10]
- 2015: Große Herbstausstellung, Kunstverein Hannover
- 2012: Kairo. Offene Stadt, Museum für Photographie Braunschweig
- Orte, Places, Endroits…Wenn Künstler fotografieren, Städtische Galerie Kubus und Galerie vom Zufall und vom Glück, Hannover
- 2009: Veto – Zeitgenössische Positionen in der Deutschen Photographie, Haus der Photographie, Deichtorhallen Hamburg
- Zeigen – eine Audiotour durch Berlin von Karin Sander, Temporäre Kunsthalle, Berlin
- Ein loses Kontingent von Welt, Klasse Eißfeldt im Dialog mit der Photographischen Sammlung, Museum für Photographie, Braunschweig
- 2006: Die Liebe zum Licht. Fotografie im 20. und 21. Jahrhundert, Kunstmuseum Celle, Städtische Galerie Delmenhorst, Museum Bochum
- 2003: Zeitgenössische Deutsche Fotografie, Stipendiaten der Alfried Krupp von Bohlen und Halbach-Stiftung, Museum Folkwang, Essen
- Von Körpern und anderen Dingen. Deutsche Fotografie im 20. Jahrhundert, City Gallery Prague, Deutsches Historisches Museum, Berlin, Moskauer Haus der Fotografie, Museum Bochum
- 1999: Tomorrow forever, Kunsthalle Krems und Museum Küppersmühle, Duisburg
- 1997: Coming of Age, White Columns, New York
- Allemagne, Années 80, Maison Européenne de la Photographie, Paris
- 1996: So it was – a territory in mourning, Recontres de la Photographie, Arles
- 1994: Deutsche Kunst mit Photographie–die 90er, Kunstverein Wolfsburg
- 1993: Kunstfotografie der 90er, Fototage Frankfurt, Rheinisches Landesmuseum, Bonn
- 1992: Barkenhoffstipendiaten, Barkenhoff-Stiftung Worpswede, Kunsthalle Bremen, Städtische Galerie Kubus Hannover, Stadtmuseum Halle
- Women behind the Camera, Goethe-Institut, London, Cambridge, Manchester, Glasgow
- Beyond the Portrait, Derby Photofestival
- Minimal Relics, Zoologisches Museum Amsterdam, Naturhistorisches Museum Rotterdam
- 1991: 10 Jahre Deutscher Kunstfonds, Kunstverein Bonn
- 1990: Herzsprung, Haus am Waldsee, Berlin, Kunstverein Wilhelmshaven, Instituto Allemand und Circulo Bellas Artes, Madrid
- 1989: L’invention d’un art, Centre Pompidou, Paris
- Herbstsalon, DuMont Kunsthalle, Köln
- Focus ’89, Museum für Kunst- und Kulturgeschichte, Dortmund
- 1988: Inszenizacje – Inszenierungen, Stara Galeria ZPAF, Warschau, Galeria Foto-Medium-Art, Breslau, Museum Archeologiczne, Danzig, Galeria ZPAF, Krakau, Galeria Arsenal, Posen
- Fotovision, Sprengel Museum, Hannover, Kunstraum im Messepalast, Wien, Museum für Gestaltung, Zürich
- Materia Prima, FRAC, Marseille
- 1987: Können Bilder denken? Kunstverein Lingen
- 10 deutsche Fotografinnen, Goethe Institute, weltweit
- 1986: Reste des Authentischen–Fotobilder der 80er Jahre, Museum Folkwang, Essen, International Center for Photography, New York
- 1984: Fotografie, Video und Installation – Aus der Leere des Raumes, Ratherstraße 25, Düsseldorf
- 1982: Le portrait comme paysage, Rencontres Internationales, Arles
- Bilder im Versuchsfeld, Versuchsfeld, Hamburg
- 1981: Stadt & Land, Fotogalerie Glasherz, Köln und Gummersbach

## Stipendien und Auszeichnungen (Auswahl)
- 1999: Projektstipendium für Publikation Montage, Deutscher Kunstfonds, Bonn
- 1992: Niedersächsisches Künstlerstipendium
- 1990: Arbeitsstipendium Deutscher Kunstfonds, Bonn
- 1989: Stipendium der Künstlerstätte Schloss Bleckede
- 1988: Stipendium der Barkenhoff-Stiftung, Worpswede
- 1985: 1. Preis für „Junge Europäische Fotografen“, Deutsche Leasing AG, Frankfurt am Main.
- 1985: Stipendium „Zeitgenössische Fotografie“ der Krupp-Stiftung, Museum Folkwang, Essen
- 1981: Stipendium des Deutsch-Französischen Jugendwerks, Arles und Bonn

## Künstlerbücher und Monographien (Auswahl)
- Wildniß, Ausstellungsbroschüre mit „Journal Thoreau“ und einem Text von Christiane Stahl, hrsg. von Alfred Erhardt Stiftung, Berlin 2015.
- Fog Drip, Grizzly, Redwood, Bildessay aus drei Serien, Künstlerbuch 2015.
- Loses Kontingent von Welt. Klasse Eißfeldt im Dialog mit der Historischen Sammlung, Kat. Heft (Bulletin Sondernummer Nov. 2009) mit Texten von Dörte Eißfeldt, Hubertus von Amelunxen und Florian Ebner, hrsg. von Museum für Photographie, Braunschweig 2009.
- dirty ice. review 2003–2006, Ausstellungskatalog mit einem Text von Hubertus von Amelunxen, hrsg. Marstall Ahrensburg, Stormarn 2006.
- Seestücke, edition fotografie, material 156, material Verlag, Hamburg 2003.
- Montage, Künstlerbuch mit einem Text von Stephan Berg. Dölling und Galitz Verlag, Hamburg/München 2000.
- Touch. Dörte Eißfeldt, Ausstellungskatalog mit einem Text von Thomas Baltrock, hrsg. von St. Petri zu Lübeck und Kunstverein Lüneburg 1995.
- Klasse Eißfeldt, Ausstellungskatalog mit Texten von Dörte Eißfeldt und Michael Schwarz, hrsg. von HBK Braunschweig 1993.
- Pol, Künstlerbuch, Nazraeli Press, München 1992.
- Schneeball, Künstlerbuch mit Texten von Monique David-Menard und Johan van der Keuken. European Photography Verlag, Göttingen 1990.
- Perfect Worlds, Ausstellungskatalog Goethe-Institut weltweit 1987–1991, mit einem Text von Ute Eskildsen, hrsg. von Goethe-Institut, München 1987–1991.
- Lichtmontagen und Werkprozesse 1981–1986, Ausstellungskatalog mit einem Text von Manfred Schmalriede, hrsg. von Badischer Kunstverein Karlsruhe, 1987.

## Kataloge und Literatur (Auswahl)
- LAND_SCOPE. Fotoarbeiten von Roni Horn bis Thomas Ruff aus der DZ Bank Kunstsammlung, Hrsg.: Dr.Ulrich Pohlmann, Christina Leber, Snoeck Verlagsgesellschaft, Köln, ISBN 978-3-86442-264-5.

- Belinda Grace Gardner: Stille Wildheit. In: Photonews No. 11, 2015.
- Carolin Förster: Reste des Authentischen. In: Fotogeschichte No. 137, 2015.
- Klasse.Buch. 1991–2014, hrsg. von HBK Braunschweig, Dörte Eißfeldt. Kehrer Verlag, Heidelberg/Berlin 2014
- VETO – Zeitgenössische Positionen in der Deutschen Fotografie, Ausstellungskatalog mit einem Interview von Ingo Taubhorn, hrsg. von Ingo Taubhorn für das Haus der Photographie, Deichtorhallen Hamburg. Kehrer Verlag, Heidelberg/Berlin 2011
- Klaus Honnef, Gabriele Honnef-Harling: Von Körpern und anderen Dingen. Deutsche Fotografie im 20. Jahrhundert. Edition Braus, Heidelberg 2003.
- Tomorrow forever, Ausstellungskatalog mit Texten von Carl Aigner, Hubertus von Amelunxen, Walter Smerling, hrsg. von Museum Küppersmühle, Duisburg. DuMont Verlag, Köln 2000
- Lars Henrik Gass: Schwebende Metaphern. Fotografien von Dörte Eißfeldt. In: Neue Bildende Kunst. Zeitschrift für Kunst und Kritik, No. 4, Berlin 1996.
- Friedhelm Mennekes: Dörte Eißfeldt, Ohne Titel, 1991. In: Triptychon. Moderne Altarbilder. Insel Verlag, Frankfurt/Leipzig, 1995
- SURGENCE. La création photographique contemporaine en Allemagne, Ausstellungskatalog Comédie de Reims, Musée Sainte-Croix, Poitiers, Musée des Beaux-Arts de Rennes, Musée d’Évreux mit einem Text von Christian Bouqueret, hrsg. von Éditions Musée de la Ville de Poitiers. Aubin Imprimeur, Ligugé/Poitiers 1991.
- 10 Jahre Deutscher Kunstfonds, Ausstellungskatalog Kunstverein Bonn mit Texten von Friedemann Malsch, Annelie Pohlen, Gerhard Pfennig und Andreas Vohwinckel. 1991-
- Wilfried Wiegand: The Metaphysics of Dionysos. In: Aperture No. 123, 1989-
- L'Invention d'un Art, Ausstellungskatalog mit Texten von Alain Sayag, Jean Claude Lemagny, Peter Galassi u. a. Hrsg. von Editions du Centre Georges Pompidou, Paris 1989.
- Fotovision, Ausstellungskatalog Sprengel Museum Hannover mit Texten von Bernd Busch, Udo Liebelt, Werner Oeder, hrsg. von Sprengel Museum, Hannover 1988.
- Reste des Authentischen – Fotobilder der 80er Jahre, Ausstellungskatalog Museum Folkwang Essen und International Center for Photography, New York, mit einem Text von Ute Eskildsen hrsg. von Ute Eskildsen, Museum Folkwang, Essen 1986
- Dörte Eißfeldt: Stumme Fotografie? Schulprojekt: Erkundung in der Stadt. In: Wolfgang von Kunde, Lienhard Wawrzyn: Eingreifendes Fotografieren. Geschichte, Theorie, Projekte. Verlag Ästhetik und Kommunikation, Berlin 1979